# The Saw Is the Law
The Saw Is the Law è un EP del gruppo thrash metal tedesco Sodom, pubblicato nel 1991.
Al suo interno è presente una versione rivisitata di The Saw Is the Law (da Better Off Dead, 1990), oltre a Tarred and Feathered - dello stesso album - e Kids Wanna Rock, cover di Bryan Adams.

## Tracce
1. The Saw Is the Law (Splatting Remix Version= – 5:52
2. Tarred and Feathered – 3:04
3. Kids Wanna Rock (feat. Depp Jones & Harris Johns) (Bryan Adams cover) – 2:47

Bonus Track della versione giapponese
1. Cold Sweat (Thin Lizzy cover) – 3:11
2. An Eye For An Eye – 4:25
3. Better Off Dead – 3:44
4. Ausgebombt (versione tedesca – 3:07

## Formazione
- Tom Angelripper - voce, basso
- Michael Hoffman - chitarra
- Chris Witchhunter - batteria